# سرجون بن منصور
سرجون بن منصور الرومي (القرن 7 م) من نصارى الشام، اتخذه معاوية بن أبي سفيان مستشارًا له، وصار مستشارًا ليزيد بن معاوية أيضًا، واستمرَّ في منصبه إلى حُكم عبد الملك بن مروان. وهو والد يوحنَّا الدمشقي.

## الدولة الأموية

### مستشارًا ليزيد
بعدما وصل مسلم بن عقيل إلى الكوفة وبايعه آلاف المسلمين، شعر يزيد بالخطر على ملكه فاستدعى سرجون الرومي، وكان مستودع أسرار أبيه، ومن أدهى الناس، فعرض عليه الأمر قائلًا له:

## طالع أيضًا
- منصور بن سرجون: والده ووالي دمشق الذي استستلم وسلّم المدينة للمسلمين
- يوحنا الدمشقي: ابنه وأول من كتب في نقد الإسلام
- إلياس الثالث المقدسي: حفيده وبطريرك القدس الأرثوذكسي